# Beyond the Sun
Beyond the Sun — одиннадцатый студийный альбом американского музыканта Криса Айзека, выпущенный 18 октября 2011 года.

## Об альбоме
Альбом состоит в основном из кавер-версий рок-н-ролльных хитов, только две песни из альбома — «Live It Up» и «Lovely Loretta» написал сам Айзек.
Крис Айзек исполнил песни таких известных исполнителей рок-н-ролла, как Элвис Пресли, Рой Орбисон, Джонни Кэш, Джерри Ли Льюис, Карл Перкинс, Джимми Уэджс, Хаулин Вулф. В альбом были включены самые известные песни этих исполнителей. Самые известные композиции Beyond the Sun — «Can’t Help Falling in Love», «Great Balls of Fire», «Oh, Pretty Woman», «Dixie Fried», «I Walk the Line», «Ring of Fire» и «That Lucky Old Sun». Почти все песни датируются 1950 и 1960 годами, кроме тех, которые Крис Айзек написал самостоятельно. «Live It Up» была выпущена в качестве сингла, она же и осталась единственным синглом альбома.
Beyond the Sun записан в стиле рок-н-ролл и рокабилли. Большинство его песен записаны на лейбле Sun Records, а сама запись проходила в студии Sun в Мемфисе, штат Теннесси.
Крис Айзек захотел записать что-то новое и для этого выбрал лучшие композиции пионеров рок-н-ролла, позвал команду для записи, взял гитару Gibson J-200 и начал записывать альбом.
Название альбома прежде всего ссылается на лейбл Sun Records, здесь проходила основная работа на диском, на этом лейбле также записывались Джонни Кэш, Элвис Пресли, Джери Ли Льюис и Карл Перкинс. Beyond the Sun — это первая запись Криса Айзека на лейбле Sun Records.
Альбомом занимался музыкальный продюсер Сэм Филлипс, который стал известным по своему сотрудничеству с королём рок-н-ролла Элвисом Пресли. Песни, которые использовал Айзек в качестве кавер-версий, в основном оригинальные по звучанию. Крис Айзек хотел немного изменить их, но его основной целью было сохранить их оригинальное звучание.
Во время записи Айзек открыл для себя Джека Клемента, который написал большую часть композиций для Джонни Кэша, Айзек открыл для себя Джерри Ли Льюиса и Роланда Джейнса, который играл на гитаре в большинстве записей кавер-версий Джерри Ли Льюиса.
Beyond the Sun доступен для прослушивания в следующих форматах: делюкс-издание и двойной виниловый альбом, который был выпущен в ноябре.
В 2011 году диск был удостоен золотого статуса в Австралии.

## Отзывы критиков
В BBC отрицательно оценили альбом, назвав его «бесполезной коллекцией кавер-версией». Рецензент Пол Уайтлоу задается вопросом: «Кому нужен этот альбом?». Также Уайтлоу раскритиковал Айзека за то, что звучание кавер-версий сильно приближено к оригиналу, что по мнению Пола Уайтлоу не стоило делать вообще. Он также сообщил, что по прошествии миллиона лет вряд ли кого-нибудь заинтересует бессмертный трек Джерри Льюиса, «Great Balls of Fire», исполненный Крисом Айзеком на его альбоме.
Критик из Allmusic оценил диск положительно, поставив ему 3,5 звезды из 5, также отметив интересный творческий подход Айзека к записи кавер-версий. Он сообщил, что данная работа музыканта больше всего посвящена его двум любимым кумирам — Элвису Пресли и Рою Орбисону. Обозреватель британской газеты The Guardian оценил Beyond the Sun положительно, и отметил, что кавер-версии записаны очень хорошо, в результате чего создается впечатление, что они пролежали в Мемфисе целых 50 лет. Вокальное подражание Элвису Пресли и Рою Орбисону заметно при прослушивании треков «Can’t Help Falling in Love» и «Oh, Pretty Woman», а в «I Walk the Line» голос у Айзека точь-в-точь схож с баритоном Джонни Кэша, отметив, что композиции Beyond the Sun звучат прекрасно.
Эндрю Перри из The Telegraph похвалил Криса Айзека за идею перепевки старых рок-н-ролльных хитов, отметив, что песня «Great Balls of Fire» душевна, так же как и «Oh, Pretty Woman», звучащая с новой энергией.  
Рецензент журнала PopMatters написал, что одна из главных целей Исаака в создании Beyond the Sun состояла в том, чтобы представить песни настолько подлинно, насколько возможно, и он преуспел всецело в этом. На «Great Balls of Fire» вокал такой же агрессивный как был и у Льюиса. На пластинке непосредственно отображается энергия раннего рок-н-ролла. Голос Айзека PopMatters сравнил с ангельским фальцетом Роя Орбисона.

## Список композиций
1. «Ring of Fire» (песня Джонни Кэша 1963 года) — 2:39
2. «Trying to Get To You» (песня Элвиса Пресли 1955 года) — 2:36
3. «I Forgot to Remember to Forget» (песня Элвиса Пресли 1955 года) — 2:11
4. «Great Balls of Fire» (песня Джерри Ли Льюиса 1957 года) — 1:55
5. «Can’t Help Falling in Love» (песня Элвиса Пресли 1961 года) — 3:01
6. «Dixie Fried» (песня Карла Перкинса 1956 года) — 2:16
7. «How’s the World Treating You» (песня Элвиса Пресли 1956 года) — 2:52
8. «It’s Now or Never» (песня Элвиса Пресли 1960 года) — 3:20
9. «Miss Pearl» (песня Джимми Уэйджеса 1957 года) — 2:08
10. «Live It Up» (песня Криса Айзека) — 2:33
11. «I Walk the Line» (песня Джонни Кэша 1956 года) — 2:26
12. «So Long I’m Gone» (песня Уоррена Смита 1957 года) — 2:26
13. «She’s Not You» (песня Элвиса Пресли 1962 года) — 1:56
14. «My Happiness» (песня Элвиса Пресли 1953 года) — 3:13

Deluxe Edition (Бонус-издание)
1. «My Baby Left Me» (песня Элвиса Пресли 1956 года) — 2:01
2. «Oh, Pretty Woman» (песня Роя Орбисона 1964 года) — 2:53
3. «Doin’ the Best I Can» (песня Элвиса Пресли 1960 года) — 3:17
4. «Your True Love» (песня Карла Пенкинса 1957 года) — 1:57
5. «Crazy Arms» (песня Джерри Ли Льюиса1958 года) — 2:48
6. «Lovely Loretta» (песня Криса Айзека) — 2:47
7. «Everybody’s in the Mood» (песня Хаулина Вульфа 1952 года) — 2:17
8. «I’m Gonna Sit Right Down and Cry (Over You)» (песня Элвиса Пресли 1956 года) — 2:05
9. «Love Me» (песня Элвиса Пресли 1956 года) — 2:45
10. «Doncha Think It’s Time» (песня Элвиса Пресли 1958 года) — 2:04
11. «That Lucky Old Sun» (песня Джерри Ли Льюиса 1956 года) — 2:39

Австралийское коллекционерное издание

Единственный диск австралийского издания альбома включает в себя 25 треков с американской и британской версии альбома, и плюс следующие три песни:
1. «Great Balls of Fire» (Westlake Mix 1)
2. «My Baby Don’t Love No More» (original track)
3. «Bonnie B» (песня Джерри Ли Льюиса)

## Чарты
| Страна                          | Место |
| ------------------------------- | ----- |
| Австралия                       | 3     |
| Бельгия. Фландрия (Ultratop 50) | 95    |
| Бельгия. Валлония (Ultratop 40) | 28    |
| Великобритания                  | 6     |
| Испания                         | 55    |
| Нидерланды                      | 69    |
| Новая Зеландия                  | 23    |
| США                             | 34    |
| Франция                         | 38    |
| Швейцария                       | 89    |
| Швеция                          | 40    |

## В записи участвовали
- Джон Джойс, Крейг Коплэнд, Майкл Бранч, Ричард Уэллс, Эшли Монро — вокал
- Карри Смит — дизайн, художественное руководство
- Крис Айзек — ритм-гитара, продюсер, вокал
- Мат Рос-Спейн — ассистент инженера
- Роланд Сэлли — бас, вокал
- Скот Планкет — орган, пианино
- Шерил Луис — управление, фотография